# 褐斑櫛鱗鰨
可勃櫛鱗鰨沙，又稱褐斑櫛鱗鰨，俗名龍舌、鰨沙、比目魚，为輻鰭魚綱鰈形目鰨科的一種。

## 分布
本魚分布于西太平洋區，包括日本、朝鮮半島、中國、台灣及香港等海域。

## 深度
水深80-100公尺。

## 特徵
本魚體極側扁，呈卵圓形，口小，雙眼位於右側，魚體黃褐色；尾柄明顯，尾鰭圓形，體長可達10公分。

## 生態
本魚棲息於溫帶及亞熱帶海域，偶爾會進入河口區。平時大多停棲於海底，並將魚體埋藏於沙泥中，只露出兩眼觀察四周，能隨環境略為改變體色，游泳能力不佳，以波浪狀的方式上下擺動魚體來游泳，屬肉食性，以小型無脊椎動物為食。

## 經濟利用
數量少，不具經濟價值。